# Marpesia chiron
Espèce
Marpesia chiron est une espèce d'insectes lépidoptères de la famille des Nymphalidae, de la sous-famille  des Limenitidinae et du genre Marpesia.

## Dénomination
Marpesia chiron a été décrit par Johan Christian Fabricius en 1775 sous le nom initial de Papilio chiron.
Synonyme : Timetes chiron Godman & Salvin, [1883].

### Noms vernaculaires
Marpesia themistocles se nomme  Many-Banded Daggerwing en anglais,.

### Sous-espèces
- Marpesia chiron chiron à Haïti et à la Jamaïque.
- Marpesia chiron marius (Cramer, [1779]) dans le sud des États-Unis et au Mexique.
- Marpesia chiron chironides (Staudinger, 1886) à Cuba[1].

## Description

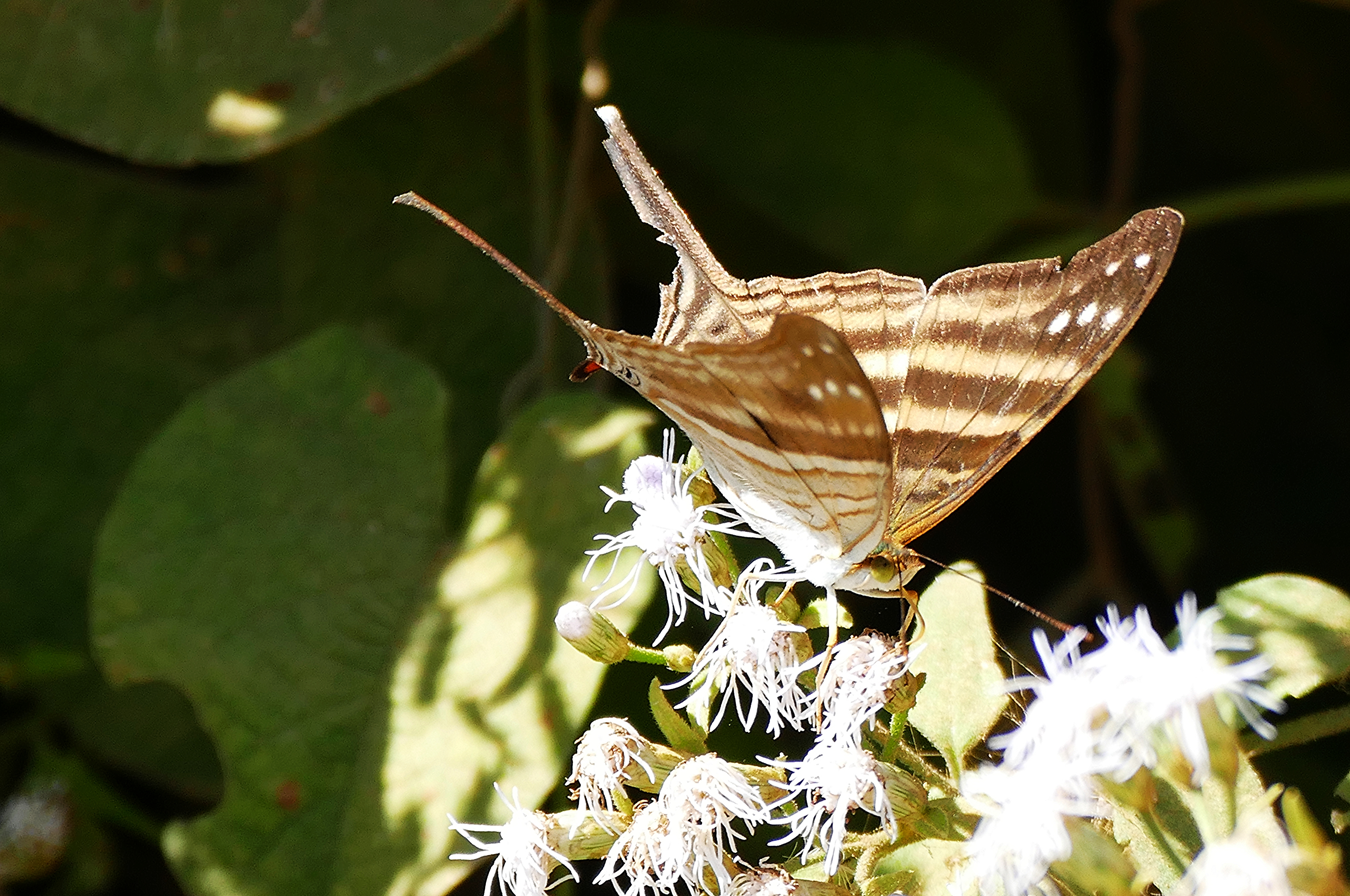
Marpesia chiron (Mato Grosso, Brésil)

Marpesia chiron est un papillon d'une envergure de 48 à 67 mm, aux ailes postérieures portant chacune une très très longue queue,.
Le dessus est ocre à rayures marron foncé serrées parallèles aux bords externes des ailes avec l'angle anal marqué d'une tache orange.
Le revers est beige rayé d'ocre ou gris clair avec deux parties une partie basale blanche rayée de gris clair, une partie distale ocre.

## Biologie
Marpesia chiron vole de mai à décembre au Mexique.
C'est un papillon migrateur en zone tropicale mais aussi vers la Floride et le Kansas.

### Plantes hôtes
Les plantes hôtes de sa chenille sont des Moraceae (Artocarpus, des Brosimum, des Chlorophora, des Ficus et Artocarpus integrifolia),.

## Écologie et distribution
Marpesia chiron est présent à Cuba, à Haïti, à la Jamaïque, dans le sud du Texas aux États-Unis, au Mexique, au Guatemala, en Colombie, au Venezuela, en Équateur, en Bolivie, au Pérou, en Argentine, au Brésil, au Surinam, en Guyana,.

### Biotope
Marpesia chiron réside  aussi bien dans les forêts que dans les parcs et au bord des routes, les femelles restent dans la canopée.

### Protection
Pas de statut de protection particulier.